# Aedes stanleyi
Aedes stanleyi är en tvåvingeart som beskrevs av Peters 1963. Aedes stanleyi ingår i släktet Aedes och familjen stickmyggor. Inga underarter finns listade i Catalogue of Life.